# Comarca Metropolitana de Huelva
Comarca Metropolitana de Huelva Spanyolországban, Andalúzia Huelva tartományában található comarca. Comarca Metropolitana de Huelva Andévalo comarcákkal határos. Lakosainak száma 241 085 fő (2024).

## Önkormányzatai
- Aljaraque
- Gibraleón
- Huelva
- Moguer
- Palos de la Frontera
- Punta Umbría
- San Juan del Puerto